# Kenneth Pomeranz
Kenneth Pomeranz, FBA (nascido em 4 de novembro de 1958) é professor universitário de história na Universidade de Chicago. Após seu bacharelado na Universidade de Cornell em 1980, recebeu seu Ph.D. da Universidade de Yale em 1988, onde foi aluno de Jonathan Spence. Ele então ensinou na Universidade da Califórnia, Irvine, por mais de 20 anos. Foi eleito membro da Academia Americana de Artes e Ciências em 2006. Em 2013-2014, foi presidente da Associação Histórica Americana. 

## Pesquisa
O principal conjunto de projetos de Pomeranz envolve temas como o estudo das influências recíprocas do Estado, da sociedade e da economia no final da China imperial e do século XX desenvolvidos em The Making of a Hinterland: State, Society and Economy inland North China, 1853-1937. Em grande escala, esse tema ainda foi desenvolvido em função de tentar entender as origens da economia mundial, como o resultado de influências mútuas entre as regiões, em vez da simples imposição de uma Europa mais "avançada" em relação ao resto do mundo. Tal projeto é delineado sobretudo em The Great Divergence: China, Europe, and the Making of the Modern World Economy, o livro combina história comparada econômica e ecológica para avaliar a importância dessas trajetórias de diferença social, política e cultural entre as regiões do mundo, isso com uma tentativa de repensar a importância (particularmente para a ecologia) das conexões entre regiões distintas do globo. O livro analisa a industrialização precoce no contexto de restrições ecológicas compartilhadas pela maioria das regiões mais densamente povoadas e comercialmente sofisticadas do mundo e a saída única desses problemas dados à Europa por seu acesso privilegiado ao Novo Mundo, como por quaisquer vantagens únicas e geradas internamente.
Pomeranz discute avanços tecnológicos, tais como ferrovias, barcos a vapor, mineração e agricultura, que foram abraçados de uma forma mais profunda pelo Ocidente do que pelo Oriente durante o período histórico que chamou Grande Divergência. Desse modo, afirma que a tecnologia levou à industrialização e a uma crescente complexidade econômica em áreas como agricultura, comércio de combustível e recursos, separando o Oriente do Ocidente por certas características de aplicações tecnológicas. Particularmente, aponta como a utilização do carvão na Europa como um substituto energético para a madeira em meados do século XIX, deu ao continente uma vantagem importante na produção moderna de energia, embora a China tenha usado o carvão mais cedo durante as dinastias Song e Ming, posto que seu uso teria declinado devido à mudança da indústria chinesa para o sul, durante a destruição causada pelas invasões mongóis e jurchens entre os anos 1100 e 1400.
Pomeranz acrescenta que o Ocidente também tinha a vantagem de possuir quantidades maiores de matérias-primas e uma considerável rede de mercado comercial. Por fim, a China e a Ásia em geral participaram do comércio, mas a colonização trouxe ainda vantagens particulares ao Ocidente. Pomeranz, junto com John Hobson, Janet Abu-Lughod, entre outros, faz parte de uma escola sinofílica que tende a destacar muitas contribuições tecnológicas e científicas da Ásia para a civilização europeia, atenuando a percepção de que ela teria supostamente um déficit tão flagrante em relação à Europa Ocidental.

## Publicações selecionadas

### Livros
- The great divergence: China, Europe, and the making of the modern world economy. Princeton University Press, 2000. John K. Fairbank Prize 2001. Joint winner, World History Association Best book of 2000.
- The world that trade created: society, culture and the world economy, 1400 to the present. M. E. Sharpe: 1999.
- The making of a hinterland: state, society and economy in inland north China, 1853-1937. University of California Press, 1993. John K. Fairbank Prize 1994.

### Volumes editados
- The Pacific in the Age of Early Industrialization. Farnham England: Ashgate/Variorum, 2009.
- com McNeill, J. R.,  (2015). The Cambridge world history: Production, destruction, and connection, 1750 to the present. 1. Cambridge: Cambridge University Press.
- com Barker, G., Benjamin, C., Bentley, J. H., Christian, D., Goucher, C., Kedar, B. Z., Mcneill, J. R., Yoffee, N. (2015). The Cambridge world history: Structures, spaces, and boundary making. Cambridge: Cambridge University Press.
- China in 2008: A year of great significance. (co-ed.). Lanham : Rowman & Littlefield Publishers, 2009.

### Artigos e capítulos em volumes editados
- The environment and world history. (co-ed.) Berkeley : University of California Press, 2009.
- “Orthopraxy, orthodoxy, and the goddess(es) of Taishan [examination of the Bixia yuanjun cult].” Modern China 33.1 (2007) 22–46.
- “Region and world in economic history: the early modern / modern divide” Transactions of the International Conference of Eastern Studies 52 (2007) 41–55.
- “Standards of living in eighteenth-century China: regional differences, temporal trends, and incomplete evidence” In: Allen, Robert C.; Bengtsson, Tommy; Dribe, Martin, eds. Living standards in the past: new perspectives on well-being in Asia and Europe. (Oxford; Nova York: Oxford University Press, 2005): 23–54.
- “Women's work and the economics of respectability [boundaries]”: Goodman, Bryna; Larson, Wendy, eds. Gender in motion: divisions of labor and cultural change in late imperial and modern China (Lanham, Md.: Rowman and Littlefield, 2005): 239–263.
- “Women's work, family, and economic development in Europe and East Asia: long-term trajectories and contemporary comparisons” In: Arrighi, Giovanni; Hamashita, Takeshi; Selden, Mark, eds. The resurgence of East Asia: 500, 150 and 50 year perspectives (Londres; Nova York: Routledge, 2003): 124–172.
- “Facts are stubborn things: a response to Philip Huang” Journal of Asian Studies 62.1 (2003): 167–181.
- “Political economy and ecology on the eve of industrialization: Europe, China, and the global conjuncture” American Historical Review 107.2 (2002) 425–446.
- “Beyond the East-West binary: resituating development paths in the eighteenth-century world” Journal of Asian Studies 61.2 (2002) 539–590.
- “Is there an East Asian development path? Long-term comparisons, constraints, and continuities” Journal of the Economic and Social History of the Orient  44, pt.3 (Aug 2001) 322–362.
- “Re-thinking the late imperial Chinese economy: development, disaggregation and decline, circa 1730-1930” Itinerario  24.3-4 (2000) 29–74.
- "Ritual Imitation and Political Identity in North China: The late Imperial Legacy and the Chinese National State Revisited," Twentieth Century China 23:1 Fall, 1997.
- "Power, Gender and Pluralism in the cult of the Goddess of Taishan," in R. Bin Wong, Theodore Huters, and Pauline Yu, eds., Culture and State in Chinese History (Palo Alto, CA: Stanford University Press, 1997).
- “"Traditional' Chinese business forms revisited: family, firm, and financing in the history of the Yutang Company of Jining, 1779-1956.” Late Imperial China 18.1 (June 1997): 1-38.
- “Local interest story: political power and regional differences in the Shandong capital market, 1900-1937”: Rawski, Thomas G.; Li, Lillian M., eds. Chinese history in economic perspective (Berkeley: University of California Press, 1992) 295–318.
- "Water to Iron, Widows to Warlords: the Handam Rain Shrine in Modern Chinese History," Late Imperial China  12.1 (1991) 62–99.

## Premiações
- Prêmio John King Fairbank de 1994 de melhor livro de História do Leste Asiático.[7]
- John Simon Guggenheim Memorial Foundation Fellowship de 1997.[8]
- World History Association Book Prize de 2001.[9]
- Prêmio John K. Fairbank de melhor livro de História do Leste Asiático em 2001.[10]
- Fellow no Instituto de Estudos Avançados de Princeton de 2011-12.
- Prêmio Dan David de 2019.[11]
- Eleito Membro Correspondente da Academia Britânica (FBA), em 2017.[12]

## Ligações Externas
- China e Europa, 1500–2000 e além: o que é moderno? com Ken Pomeranz e Bin Wong
- Vídeo curto de Kenneth Pomeranz do documentário "Século de humilhação da China"
- Vídeo de Kenneth Pomeranz falando, para o Grupo Banco Mundial, no Fórum de Desenvolvimento do Setor Privado sobre "Para onde está indo o mundo?" sobre World Bank Group no  Privado do  em 2006.